# Registro Nacional de Lugares Históricos no Condado de Madera

Condado de Madera destacado no mapa da Califórnia.

Esta é a lista de lugares históricos do Condado de Madera, Califórnia, listados no Registro Nacional de Lugares Históricos.

## Listagem atual
Legenda:
| NRHP | Registro Nacional de Lugares Históricos |
| NHL  | Marco Histórico Nacional                |
| NHLD | Distrito Histórico Nacional             |
| HD   | Distrito Histórico                      |
| NHS  | Local Histórico Nacional                |
| NMEM | Memorial Nacional dos EUA               |
| NMON | Monumento Nacional dos EUA              |
| NHP  | Parque Histórico Nacional dos EUA       |
| NMP  | Parque Nacional Militar dos EUA         |

| [ 1 ] | Nome                          | Imagem | Inclusão                        | Endereço e coordenadas                                  | Localidade | NRIS     | Observações |
| ----- | ----------------------------- | ------ | ------------------------------- | ------------------------------------------------------- | ---------- | -------- | ----------- |
| 1     | Tribunal do Condado de Madera |        | 3 de setembro de 1971 (53 anos) | West Yosemite Avenue, 210 36° 57′ 34″ N, 120° 03′ 39″ O | Madera     | 71000162 |             |